# Olešná (okres Rakovník)
Olešná (německy Woleschna) je obec v okrese Rakovník ve Středočeském kraji. Leží při stejnojmenném potoce necelé čtyři kilometry severozápadně od Rakovníka. Žije zde 631 obyvatel.

## Historie
První písemná zmínka o obci pochází z roku 1352. Olešná patřila ke křivoklátskému královskému panství až do roku 1353, kdy byla Karlem IV. postoupena Sboru mansionářů pražských při Metropolitní kapitule pražské. Během husitských válek sbor zanikl. Vlastnictví později přešlo na krále Vladislava II., který obec daroval rytíři Jiřímu Bírkovi z Násilé (též Jiří z Ebersdorfu), jenž zde v roce 1520 vystavěl pivovar. V 17. století byla Olešná ve vlastnictví rodu Kolovratů. Karel Egon II. z Fürstenbergu ji kupuje v roce 1836. Zámecký pivovar přebudoval na lihovar. Roku 1925 přešel zbytkový statek a zámek, po pozemkové reformě, do majetku města Rakovníka, od kterého jej v roce 1934 koupil Ing. Karel Galler. V roce 1948 došlo k vyvlastnění a po roce 1989 v restituci k navrácení potomkům původních majitelů. V roce 2018 obnoven pivovar v prostorách, které jsou součástí zámeckého areálu.
Ve vsi Olešná (674 obyvatel, katolický kostel) byly v roce 1932 evidovány tyto živnosti a obchody: 4 hostince, kovář, 3 krejčí, Družstevní lihovar, půjčovna mlátiček, pojišťovací jednatelství, pokrývač, porodní asistentka, řezník, 4 obchody se smíšeným zbožím, trafika, velkostatek města Rakovník.

## Obyvatelstvo
| Rok            | 1869 | 1880 | 1890 | 1900 | 1910 | 1921 | 1930 | 1950 | 1961 | 1970 | 1980 | 1991 | 2001 | 2011 | 2021 |
| -------------- | ---- | ---- | ---- | ---- | ---- | ---- | ---- | ---- | ---- | ---- | ---- | ---- | ---- | ---- | ---- |
| Počet obyvatel | 607  | 736  | 638  | 690  | 727  | 674  | 696  | 536  | 508  | 500  | 517  | 538  | 515  | 531  | 559  |
| Počet domů     | 81   | 91   | 100  | 103  | 103  | 107  | 132  | 144  | 140  | 142  | 142  | 169  | 172  | 191  | 212  |

## Obecní správa

### Územněsprávní začlenění
Dějiny územněsprávního začleňování zahrnují období od roku 1850 do současnosti. V chronologickém přehledu je uvedena územně administrativní příslušnost obce v roce, kdy ke změně došlo:
- 1850 země česká, kraj Praha, politický i soudní okres Rakovník[9]
- 1855 země česká, kraj Praha, soudní okres Rakovník
- 1868 země česká, politický i soudní okres Rakovník
- 1939 země česká, Oberlandrat Kladno, politický i soudní okres Rakovník[10]
- 1942 země česká, Oberlandrat Praha, politický i soudní okres Rakovník[11]
- 1945 země česká, správní i soudní okres Rakovník[12]
- 1949 Pražský kraj, okres Rakovník[13]
- 1960 Středočeský kraj, okres Rakovník
- 2003 Středočeský kraj, obec s rozšířenou působností Rakovník

## Doprava
Dopravní síť
- Pozemní komunikace – Do obce vede silnice III. třídy.

- Železnice – Území obce Olešná protíná železniční Trať 125 (Lužná u Rakovníka -) Krupá - Kolešovice. Je to jednokolejná regionální trať, doprava na ní byla zahájena roku 1883. Železniční zastávka Olešná u Rakovníka je od obce vzdálená dva kilometry. Trať je od prosince 2006 bez pravidelné dopravy.

Veřejná doprava 2011
- Autobusová doprava – V obci zastavovaly autobusové linky jedoucí např. do těchto cílů: Kolešov, Mutějovice, Podbořany, Rakovník (dopravce ANEXIA s. r. o.).

## Pamětihodnosti
- Zámek v Olešné vznikl přestavbou tvrze založené roku 1507. Dochovaná pozdně barokní podoba je výsledkem přestavby, kterou realizoval hrabě Jan Štěpán Meraviglia Grivelli po roce 1776.[14]
- Kostel svatého Martina s venkovní Křížovou cestou
- Socha svatého Josefa jihovýchodně od vesnice
- Sloup se sochou Panny Marie s Jezulátkem na severozápad od vesnice
- Sloup se sochou svatého Jana Nepomuckého u kostela
- Sloup se sousoším Piety
- Přírodní rezervace Červená louka, slatiniště a vlhké louky s mokřadními společenstvími při potoce Olešná východně od obce

## Rodáci
- Eduard Bazika (1830–1914), stavební, vodohospodářský a železniční inženýr
- Ludvík Kunc (1934–2021), český zoolog, publicista, výtvarník

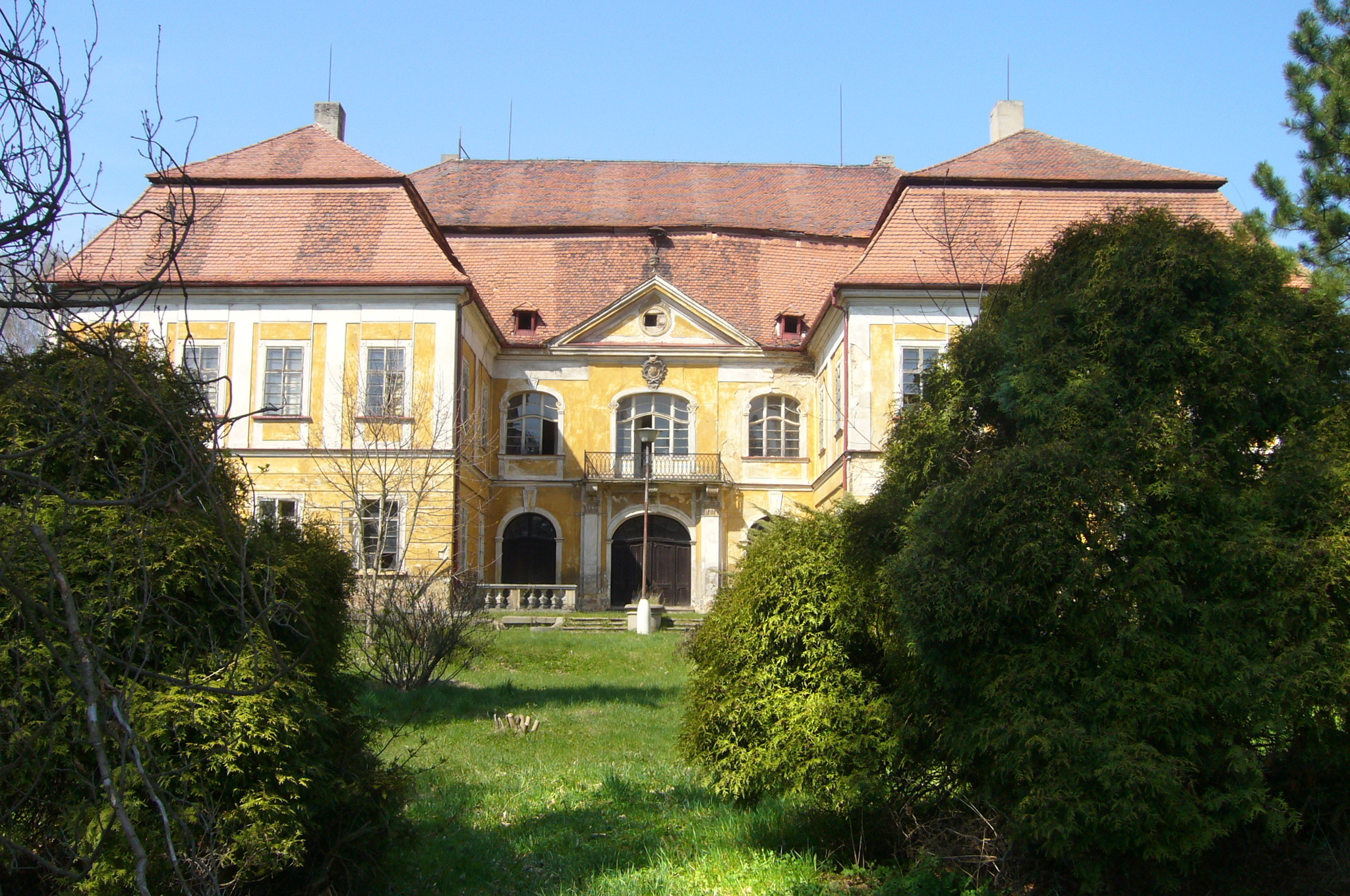
Zámek v roce 2010

## Zajímavost
V Olešné v čp.18 se kolem roku 1840 narodil Vojtěch Hauner. Později se odstěhoval do Prahy, kde se oženil a stal se otcem budoucího spisovatele a překladatele Emanuela Haunera (1875–1943).
Vojtěchův bratranec Wilhelm (Vilém) Hauner (1842–1919) se narodil v Olešné v čp.7 poblíž kostela svatého Martina. I on odešel do Prahy, kde se stal významným restauratérem a majitelem hotelu "U Arcivévody Štěpána" (později hotel Šroubek a nyní hotel Evropa), který si nechal postavit v roce 1872. Jeho dcerou byla básnířka, dramatička a překladatelka Marie Votrubová–Haunerová (1878–1957). Syn Vilém Julius Josef Hauner (1877–1941), matematik, astronom, vojenský historik a odbojář byl zavražděn v koncentračním táboře v Mauthausenu. Vilémův mladší syn, právník, politolog, historik a odbojář Edgar Stanislav Hauner (1906–1942), byl popraven během heydrichiády na střelnici v Kobylisích. Starší syn Vilém Bohumír Hauner (1903–1982) byl uměleckým knihařem a otcem mezinárodně uznávaného historika, politologa a publicisty Milana Haunera (1940–2022).